# Instituto de Arquivos Borthwick
O Borthwick Institute for Archives é o serviço de arquivo especializado da Universidade de York, York, Inglaterra. É um dos maiores repositórios de arquivos fora de Londres. O Borthwick foi fundado em 1953 como o Instituto de Pesquisa Histórica Borthwick. Era originalmente baseado em St Anthony's Hall, um salão de guilda do século XV em Peaseholme Green, no centro de York. Agora, ele está baseado em um novo prédio construído especificamente para uso, situado ao lado da Biblioteca JB Morrell, no campus de Heslington, na Universidade de York. Este novo edifício foi possível devido a uma concessão de £ 4,4 milhões pelo Heritage Lottery Fund e projetado por Leach Rhodes Walker e Buro Happold.

## Coleções especiais
As coleções especiais mantidas pela Biblioteca da Universidade de York são visualizadas nas salas de busca da Borthwick.
Holdings
- Registros da Diocese de York
- Registros de sucessões para a diocese de York
- Registros paroquiais para a arquidiocese de York
- Registros do York Health Trust
- Registros de famílias locais, por exemplo Yarburgh e a família Hickleton Wood, condes de Halifax, incluindo Edward Wood
- Arquivo da Universidade de York